# Monumento a Karl Marx
El Monumento a Karl Marx (en alemán: Karl-Marx-Monument) es un busto estilizado de Karl Marx de un 7.10 m (con el soporte mide más de 13 metros) de altura y cerca de 40 toneladas de plástico de alta resistencia, construido por Lev Kerbel. Es el monumento más famoso de la ciudad de Chemnitz y está situado en el centro de la ciudad en la carretera del puente cerca del cruce de la carretera de las naciones en el este de Alemania. Este monumento es, después del busto de Lenin en Ulán-Udé, que es más de 60 cm más alto, el segundo busto más grande del mundo.
El 9 de octubre de 1971, el monumento al autor del Manifiesto Comunista fue inaugurado frente a alrededor de 250.000 personas que están en la vanguardia en el monumento a lo largo de Karl-Marx-Allee (conocido popularmente como "Nischelgasse"). Presentes en la inauguración del nuevo símbolo de la ciudad estuvieron, entre otros, Erich Honecker y Robert-Jean Longuet, tataranieto de Karl Marx. El símbolo de la ciudad de Karl-Marx-Stadt fue también motivo de uso frecuente de la estampilla de 35 centavos de la República Democrática Alemana.